# Дуомон
Дуомон (фр. Douaumont) насеље је и општина у североисточној Француској у региону Лорена, у департману Меза која припада префектури Верден.
По подацима из 2011. године у општини је живело 8 становника, а густина насељености је износила 1,3 становника/km². Општина се простире на површини од 6,14 km². Налази се на средњој надморској висини од 380 метара (максималној 395 m, а минималној 240 m).

## Демографија
| 1962. | 1968. | 1975. | 1982. | 1990. | 1999. | 2011. |
| ----- | ----- | ----- | ----- | ----- | ----- | ----- |
| 11    | 12    | 8     | 7     | 10    | 6     | 8     |

График промене броја становника у току последњих година